# Santiago Hirsig
Santiago Hirsig est un footballeur argentin né le 12 janvier 1978 à San Isidro.

## Carrière
- 1998-1999 : CA Atlanta  Argentine
- 1999-2001 : CA Platense  Argentine
- 2001-2003 : Club Atlético Huracán  Argentine
- 2003-2006 : Arsenal de Sarandi  Argentine
- 2006-fév. 2009 : San Lorenzo  Argentine
- fév. 2009-2010 : Kansas City Wizards  États-Unis
- 2010-2011 : Quilmes AC  Argentine